# Moweaqua
Moweaqua è un villaggio degli Stati Uniti d'America, situato nello Stato dell'Illinois, diviso tra la contea di Shelby e la contea di Christian.